# Лилич
Лилич (серб. Лилић) — населённый пункт в общине Србац, который принадлежит энтитету Республике Сербской, Босния и Герцеговина. По результатам югославской переписи населения 1991 года в Лиличе проживало 315 человек.

## Население
| 1948                           | 1953 | 1961 | 1971 | 1981 | 1991 | - |
| ------------------------------ | ---- | ---- | ---- | ---- | ---- | - |
| 399                            | 402  | 397  | 330  | 309  | 315  | - |
| Гистограмма динамики населения |      |      |      |      |      |   |